# Andrónico Ángelo
Andrónico Ángelo o Andrónico Ducas Ángelo (en griego: Ἀνδρόνικος Δούκας Ἄγγελος; Lidia, alrededor de 1130-1185) fue un general bizantino, hijo del noble bizantino Constantino Ángelo y de Teodora Comneno Ángelo, la hija del emperador Alejo I Comneno e Irene Ducas.

## Matrimonio y descendencia
Se casó con Eufrósine Castamonita, la hija de Teodoro Castamonita, con quien tuvo:
1. Isaac II Ángelo, emperador bizantino, se casó con Margarita de Hungría
2. Alejo III Ángelo, se casó con Eufrósine Ducas Camatero
3. Constantino Ángelo
4. Juan Ángelo
5. Miguel Ángelo
6. Teodoro Ángelo
7. Irene Ángelo, se casó con Juan Cantacuceno
8. Teodora Ángelo, que se casó con Conrado de Montferrato